# Wydział Teologii Katolickiego Uniwersytetu Lubelskiego Jana Pawła II
Wydział Teologii Katolickiego Uniwersytetu Lubelskiego Jana Pawła II – jeden z dziewięciu wydziałów Katolickiego Uniwersytetu Lubelskiego Jana Pawła II. Powstał w 1918 i ma siedzibę w Lublinie.

## Historia
Wydział powstał w styczniu 1918. Czołowymi jego współtwórcami byli na różnych etapach rozwoju jednostki: o. prof. Jacek Woroniecki, ks. prof. Mieczysław Żywczyński, ks. prof. Wincenty Granat i bp prof. Marian Rechowicz.

## Studia i uprawnienia do nadawania stopni naukowych i tytułu naukowego
Wydział prowadzi następujące studia:
- jednolite studia magisterskie na kierunku teologia
- studia I stopnia na kierunku nauki o rodzinie
- studia II stopnia na kierunku nauki o rodzinie[2].

Jednostka posiada uprawnienia do nadawania stopnia naukowego doktora i stopnia naukowego doktora habilitowanego nauk teologicznych.

## Struktura organizacyjna
Instytut Nauk Teologicznych
Dyrektor: ks. dr hab. Tomasz Moskal, prof. KUL
- Sekcja Historii Kościoła i Patrologii
- Sekcja Teologii Fundamentalnej
- Sekcja Teologii Dogmatycznej
- Sekcja Teologii Moralnej
- Sekcja Teologii Duchowości
- Sekcja Liturgiki i Homiletyki
- Sekcja Teologii Pastoralnej i Katechetyki
- Sekcja Ekumenizmu
- Ośrodek Badań Wschodnioeuropejskich – Centrum UCRAINICUM[5]

Instytut Nauk Biblijnych
Dyrektor: ks. prof. dr hab. Mirosław Stanisław Wróbel
- Katedra Egzegezy Ksiąg Historycznych, Prorockich i Sapiencjalnych
- Katedra Filologii Biblijnej i Literatury Międzytestamentalnej
- Katedra Egzegezy Ewangelii i Pism Apostolskich
- Katedra Teologii Biblijnej i Proforystyki

## Władze dziekańskie Wydziału w kadencji 2020–2024[7]
- dziekan: ks. prof. dr hab. Przemysław Kantyka
- prodziekan ds. studenckich: ks. dr hab. Mirosław Brzeziński, prof. KUL
- prodziekan ds. kształcenia: ks. dr. hab. Marcin Składanowski, prof. KUL

## Poczet dziekanów[8]
- 1919–1924 – ks. dr Piotr Antoni Kremer
- 1924–1929 – o. prof. dr hab. Jacek Woroniecki OP
- 1929–1934 – ks. dr Piotr Antoni Kremer
- 1934–1937 – o. prof. dr hab. Hubert Hoeamaeker OFMCap
- 1937–1939 – ks. prof. dr hab. Antoni Słomkowski
- 1945–1950 – o. prof. dr hab. Cyryl Fermont OFMCap
- 1950–1956 – ks. prof. dr hab. Bolesław Radomski
- 1956–1957 – ks. dr hab. Marian Rechowicz
- 1957–1963 – ks. prof. dr hab. Stanisław Łach
- 1963–1966 – o. prof. dr hab. Andrzej Krupa
- 1966–1972 – ks. prof. dr hab. Władysław Poplatek
- 1972–1975 – ks. prof. dr hab. Edward Kopeć
- 1975–1976 – ks. prof. dr hab. Piotr Poręba
- 1977–1981 – ks. prof. dr hab. Edward Kopeć
- 1981–1984 – ks. prof. dr hab. Jan Bernard Szlaga
- 1984–1987 – ks. prof. dr hab. Józef Homerski
- 1987–1993 – o. prof. dr hab. Hugolin Langkamer OFM
- 1993–1999 – ks. prof. dr hab. Anzelm Weiss
- 1999–2002 – o. prof. dr hab. Gabriel Witaszek CSsR
- 2002–2008 – ks. prof. dr hab. Jerzy Pałucki
- 2008–2016 – ks. prof. dr hab. Mirosław Kalinowski
- 2016–2020 –  ks. dr hab. Sławomir Nowosad prof. KUL
- od 2020 – ks. prof. dr hab. Przemysław Kantyka

## Czasopisma Wydziału
W Wydziale wydawane są następujące periodyki naukowe:
- Additamenta Musicologica Lublinensia
- Archiwa, Biblioteki i Muzea Kościelne
- Biblical Annals
- Biuletyn Edukacji Medialnej
- Homo Meditans
- Kościół w Polsce. Dzieje i Kultura
- Roczniki Historii Kościoła
- Roczniki Liturgiczno-Homiletyczne
- Roczniki Nauk o Rodzinie
- Roczniki Pastoralno-Katechetyczne
- Roczniki Teologii Dogmatycznej
- Roczniki Teologii Duchowości
- Roczniki Teologii Ekumenicznej
- Roczniki Teologii Fundamentalnej i Religiologii
- Roczniki Teologii Moralnej
- Verbum Vitae
- Vox Patrum
- Teologia w Polsce[9]